# La Ligne de courtoisie
 (août 2025).
Motif : Trois critiques de janvier-février 2012 : notoriété pérenne à prouver
- Archive Wikiwix
- Bing
- Cairn
- DuckDuckGo
- E. Universalis
- Gallica
- Google
- G. Books
- G. News
- G. Scholar
- Persée
- Qwant
- (zh) Baidu
- (ru) Yandex
- (wd) trouver des œuvres sur Wikidata

| 1. | Préciser le motif de la pose du bandeau. | Précisez le motif de la pose du bandeau en utilisant la syntaxe suivante : {{admissibilité à vérifier\|date=août 2025\|motif=remplacez ce texte par le motif}}                              |
| 2. | Informer les utilisateurs concernés.     | Pensez à avertir le créateur de l'article, par exemple, en insérant le code ci-dessous sur sa page de discussion : {{subst:avertissement admissibilité à vérifier\|La Ligne de courtoisie}} |

La Ligne de courtoisie est un roman de Nicolas Fargues publié en janvier 2012 aux éditions P.O.L..

## Résumé
Le narrateur que décrit Nicolas Fargues est un écrivain en panne d'inspiration depuis plusieurs années. Il a pourtant été un écrivain reconnu qui a eu du succès mais tout ceci est bien fini et il est maintenant un écrivain bien oublié du public et des circuits littéraires. A 43 ans, il décide alors de rompre avec son milieu, d'oublier son divorce et d'aller vivre autre chose en Inde, à Pondichéry, inscrivant la distance, la différence entre lui et l'existence d'un homme en échec qu'il mène en France.
Avec sa femme et ses deux fils, il ne parvient plus à échanger et se sent maladroit, faible et sans grande autorité. Ce départ, s'il représente pour lui un nouveau départ dans la vie, un besoin d'aller vers les autres et de se retrouver, ne peut être finalement qu'une étape vers un retour dans une liberté redécouverte. Mais ce ne sera pas forcément suffisant.

## Relations critiques
« Nicolas Fargues dresse ici le portrait sarcastique d'un écrivain sur le déclin qui tente une renaissance en Inde et plonge dans l'enfer des autres. »—Le Nouvel Observateur du 9/02/2012 --

« Fargues a le don de la description clinique qui rappelle le Robbe-Grillet des Gommes, capable de dépeindre un quartier de tomate jusqu'aux accidents de la pelure. Mais, plus que celui des choses, c'est dans le portrait, physique et moral, de ses frères humains que Fargues excelle. »—Par Christophe Ono-dit-Biot, Le Point du 13/01/2012 --
« Si l'on s'amuse un temps des tribulations parisiennes - plus qu'indiennes - de ce personnage pusillanime et faussement détaché de tout, demeure une fois cette ligne de courtoisie franchie, un petit goût d'inachevé, malgré de belles prouesses stylistiques. »—Le Monde du 6/01/2012 --